# Tiburtina
Tiburtina - stacja na linii B metra rzymskiego. Stacja została otwarta w 1990. Znajduje się pod stacją Roma Tiburtina. Poprzednim przystankiem jest Quintiliani, a następnym Bologna.